# Biotopo Monte Covolo - Nemes
Il Biotopo Monte Covolo - Nemes (in tedesco Biotop Seekofel-Nemes) è un'area naturale protetta dell'Alto Adige istituita nel 2002.
Occupa una superficie di 277,58 ha nella provincia autonoma di Bolzano.

## Comuni
Il biotopo si trova a nord del passo di Monte Croce di Comelico nel territorio comunale di Sesto non lontano dal confine con Comelico Superiore in Veneto.

## Flora
Principalmente il biotopo è formato da una torbiera, ovvero un ambiente di transizione tra l'acqua e la terra. Questo spazio ospita molte piante, tra cui la drosera e la pignucola alpina, due piantine carnivore. Inoltre l'andromeda, l'elleborine palustre, la tifa, il mirtillo da palude, la mortellina di lago e il pennacchio.

## Fauna
Il biotopo ospita tra gli altri la libellula imperatore, il cannareccione e la biscia dal collare.

## Attività
(facoltativo) Attività possibili e consigliate nel parco 

## Strutture ricettive
(consigliato) Località in cui è possibile ottenere informazioni, partecipare ad attività, etc
```
-->
```